# Jens Jørn Bertelsen
Jens Jørn Haahr Bertelsen, född 15 februari 1952 i Guldager, Danmark, är en dansk före detta fotbollsspelare som representerade Danmark vid EM 1984 och VM 1986.
Bertelsen utsågs 1979 till "Årets spelare i Danmark".

## Karriär

### Klubblag
Jens Bertelsen kom till Esbjerg fB 1973, ett talangfullt lag med blivande landslagsspelare i form av Ole Kjær och John Lauridsen. 1976 blev han "matchens lirare" när Esbjerg vann danska cupen, klubbens första trofé på elva år. I ligan kom Esbjerg trea 1977 och tvåa 1978 innan man äntligen vann ligan 1979. Samma år blev Bertelsen även utsedd till Årets spelare i Danmark.
1982 lämnade Jens Bertelsen för spel i belgiska RFC Seraing där han spelade i två säsonger innan han flyttade vidare till franska FC Rouen då hans gamla klubb gick i konkurs 1984. Efter bara en säsong gick dock Bertelsen vidare till FC Aarau innan han slutligen flyttade hem till Esbjerg där han avslutade sin karriär 1988.

### Landslag
Jens Bertelsen gjorde sin debut för Danmark U21 i maj 1975, där han spelade fem matcher, innan han kallades upp till A-landslaget där han gjorde sin debut i en 0-0-match mot Norge 24 juni 1976. Under 1978 blev han mer eller mindre ordinarie under nye förbundskaptenen Sepp Piontek. Bertelsen spelade alla fyra matcher när Danmark gick till semifinal i EM 1984, och spelade även tre matcher i VM 1986 när Danmark till sist förlorade i åttondelsfinalen mot Spanien med 5-1.

## Meriter

### I klubblag
Esbjerg fB
- Danska ligan: 1979
- Danska cupen: 1976

### I landslag
Danmark
- Spel i EM 1984 (semifinal), VM 1986 (åttondelsfinal), EM 1988 (gruppspel)
- 69 landskamper, 2 mål

### Individuellt
- Årets fotbollsspelare i Danmark: 1979

### Webbkällor
Den här artikeln är helt eller delvis baserad på material från engelskspråkiga Wikipedia, Jens Jørn Bertelsen, 24 juli 2013.
- Jens Bertelsen på transfermarkt.co.uk
- Jens Jørn Bertelsen på National-Football-Teams.com (engelska)